# Општина Запотланехо (Халиско)
Запотланехо (шп. Zapotlanejo) општина је у Мексику у савезној држави Халиско. Општина се налази на надморској висини од 1530 м.

## Становништво
Према подацима из 2010. у општини је живело 63636 становника.

### Хронологија
| Година       | 2000                  | 2005                  | 2010                  |
| ------------ | --------------------- | --------------------- | --------------------- |
| Становништво | 53461 (25646 / 27815) | 55827 (26738 / 29089) | 63636 (31114 / 32522) |

### Попис
| \| \| м \| \| \| ж \| \| 0—2 \| 2.007 \| \| \| 1.935 \| \| 3—5 \| 2.086 \| \| \| 1.988 \| \| 6—11 \| 4.295 \| \| \| 4.093 \| \| 12—14 \| 1.971 \| \| \| 2.022 \| \| 15—17 \| 2.034 \| \| \| 2.046 \| \| 18—24 \| 3.935 \| \| \| 4.396 \| \| 60+ \| 2.796 \| \| \| 2.975 \| \| Просек : \| 27,6 \| \| \| 28,4 \| |       |  |  |       |
| |       |  |  |       |
| | м     |  |  | ж     |
| 0—2 | 2.007 |  |  | 1.935 |
| 3—5 | 2.086 |  |  | 1.988 |
| 6—11 | 4.295 |  |  | 4.093 |
| 12—14 | 1.971 |  |  | 2.022 |
| 15—17 | 2.034 |  |  | 2.046 |
| 18—24 | 3.935 |  |  | 4.396 |
| 60+ | 2.796 |  |  | 2.975 |
| Просек : | 27,6  |  |  | 28,4  |

| #   | Индикатор                                                                                        | Вредност |
| --- | ------------------------------------------------------------------------------------------------ | -------- |
| 1   | Становништво од 0 до 2 године                                                                    | 3942     |
| 2   | Мушко становништво од 0 до 2 године                                                              | 2007     |
| 3   | Женско становништво од 0 до 2 године                                                             | 1935     |
| 4   | Становништво са 3 и више година                                                                  | 59583    |
| 5   | Мушко становништво са 3 и више година                                                            | 29052    |
| 6   | Женско становништво са 3 и више година                                                           | 30531    |
| 7   | Становништво са 5 и више година                                                                  | 56828    |
| 8   | Мушко становништво са 5 и више година                                                            | 27645    |
| 9   | Женско становништво са 5 и више година                                                           | 29183    |
| 10  | Становништво са 12 и више година                                                                 | 47121    |
| 11  | Мушко становништво са 12 и више година                                                           | 22671    |
| 12  | Женско становништво са 12 и више година                                                          | 24450    |
| 13  | Становништво са 15 и више година                                                                 | 43128    |
| 14  | Мушко становништво са 15 и више година                                                           | 20700    |
| 15  | Женско становништво са 15 и више година                                                          | 22428    |
| 16  | Становништво са 18 и више година                                                                 | 39048    |
| 17  | Мушко становништво са 18 и више година                                                           | 18666    |
| 18  | Женско становништво са 18 и више година                                                          | 20382    |
| 19  | Становништво од 3 до 5 година                                                                    | 4074     |
| 20  | Мушко становништво од 3 до 5 година                                                              | 2086     |
| 21  | Женско становништво од 3 до 5 година                                                             | 1988     |
| 22  | Становништво од 6 до 11 година                                                                   | 8388     |
| 23  | Мушко становништво од 6 до 11 година                                                             | 4295     |
| 24  | Женско становништво од 6 до 11 година                                                            | 4093     |
| 25  | Становништво од 8 до 14 година                                                                   | 9624     |
| 26  | Мушко становништво од 8 до 14 година                                                             | 4896     |
| 27  | Женско становништво од 8 до 14 година                                                            | 4728     |
| 28  | Становништво од 12 до 14 година                                                                  | 3993     |
| 29  | Мушко становништво од 12 до 14 година                                                            | 1971     |
| 30  | Женско становништво од 12 до 14 година                                                           | 2022     |
| 31  | Становништво од 15 до 17 година                                                                  | 4080     |
| 32  | Мушко становништво од 15 до 17 година                                                            | 2034     |
| 33  | Женско становништво од 15 до 17 година                                                           | 2046     |
| 34  | Становништво од 18 до 24 године                                                                  | 8331     |
| 35  | Мушко становништво од 18 до 24 године                                                            | 3935     |
| 36  | Женско становништво од 18 до 24 године                                                           | 4396     |
| 37  | Женско становништво од 15 до 49 година                                                           | 17183    |
| 38  | Становништво са 60 и више година                                                                 | 5771     |
| 39  | Мушко становништво са 60 и више година                                                           | 2796     |
| 40  | Женско становништво са 60 и више година                                                          | 2975     |
| 41  | Однос између мушкараца и жена                                                                    | 95.67    |
| 42  | Становништво од нуле до 14 година                                                                | 20397    |
| 43  | Становништво од 15 до 64 године                                                                  | 39033    |
| 44  | Становништво од 65 година и више                                                                 | 4095     |
| 45  | Просечан број деце                                                                               | 2.7      |
| 46  | Становништво рођено у ентитету                                                                   | 59347    |
| 47  | Мушко становништво рођено у ентитету                                                             | 28980    |
| 48  | Женско становништво рођено у ентитету                                                            | 30367    |
| 49  | Становништво рођено у другом ентитету                                                            | 2961     |
| 50  | Мушко становништво рођено у другом ентитету                                                      | 1477     |
| 51  | Женско становништво рођено у другом ентитету                                                     | 1484     |
| 52  | Становништво од 5 година и више резидентно у ентитету у јуну 2005. године                        | 54542    |
| 53  | Мушко становништво старосног доба од 5 година и више, резидентно у ентитету у јуну 2005. године  | 26263    |
| 54  | Женско становништво старосног доба од 5 и више година, резидентно у ентитету у јуну 2005. године | 28279    |
| 55  | Становништво од 5 година и више које је живело у другом ентитету у јуну 2005. године             | 641      |
| 56  | Мушко становништво старије од 5 година које је живело у другом ентитету у јуну 2005. године      | 325      |
| 57  | Женско становништво старије од 5 година које је живело у другом ентитету у јуну 2005. године     | 316      |
| 58  | Становништво од 3 године и више које говори аутохтони језик                                      | 119      |
| 59  | Мушко становништво старо 3 године и више које говори аутохтони језик                             | 68       |
| 60  | Женско становништво старо 3 године и више које говори аутохтони језик                            | 51       |
| 61  | Становништво од 3 године и више које говори аутохтони језик и не говори шпански језик            | 0        |
| 62  | Мушко становништво старо 3 године и више које говори аутохтони језик и не говори шпански         | 0        |
| 63  | Женско становништво старо 3 године и више које говори аутохтони језик и не говори шпански језик  | 0        |
| 64  | Становништво старо 3 године и више које говори аутохтони језик и шпански                         | 47       |
| 65  | Мушко становништво старо 3 године и више које говори аутохтони језик и шпански                   | 28       |
| 66  | Женско становништво старо 3 године и више које говори аутохтони језик и шпански                  | 19       |
| 67  | Становништво од 5 година и више које говори аутохтони језик                                      | 118      |
| 68  | Становништво од 5 година и више које говори аутохтони језик и не говори шпански језик            | 0        |
| 69  | Становништво од 5 година и више које говори аутохтони језик и говори шпански језик               | 47       |
| 70  | Становништво у домородачким домаћинствима                                                        | 250      |
| 71  | Становништво са ограничењима у активностима                                                      | 3158     |
| 72  | Становништво са ограниченим ходањем или кретањем, горе или доле                                  | 1855     |
| 73  | Становници са ограничењима вида, чак и уз кориштење сочива                                       | 708      |
| 74  | Становништво са ограничењима говора, комуникације или конверзације                               | 206      |
| 75  | Становништво са ограниченим слухом                                                               | 286      |
| 76  | Становништво са ограничењима при одевању, купању или јелу                                        | 116      |
| 77  | Становништво са ограничењима у опажању или учењу једноставних ствари                             | 160      |
| 78  | Становништво са менталним ограничењима                                                           | 337      |
| 79  | Становништво без ограничења активности                                                           | 59944    |
| 80  | Становништво од 3 до 5 година које не похађа школу                                               | 2006     |
| 81  | Мушко становништво од 3 до 5 година које не похађа школу                                         | 1042     |
| 82  | Женско становништво од 3 до 5 година које не похађа школу                                        | 964      |
| 83  | Становништво од 6 до 11 година које не похађа школу                                              | 337      |
| 84  | Мушко становништво од 6 до 11 година које не похађа школу                                        | 182      |
| 85  | Женско становништво од 6 до 11 година које не похађа школу                                       | 155      |
| 86  | Становништво од 12 до 14 година које не похађа школу                                             | 694      |
| 87  | Мушко становништво од 12 до 14 година које не похађа школу                                       | 350      |
| 88  | Женско становништво од 12 до 14 година које не похађа школу                                      | 344      |
| 89  | Становништво од 15 до 17 година похађа школу                                                     | 1916     |
| 90  | Мушко становништво од 15 до 17 година похађа школу                                               | 909      |
| 91  | Женско становништво између 15 и 17 година живота у школи                                         | 1007     |
| 92  | Становништво од 18 до 24 године похађа школу                                                     | 1213     |
| 93  | Мушко становништво од 18 до 24 године похађа школу                                               | 586      |
| 94  | Женско становништво од 18 до 24 године похађа школу                                              | 627      |
| 95  | Становништво од 8 до 14 година које не може да чита и пише                                       | 293      |
| 96  | Мушко становништво старосног доба од 8 до 14 година које не може да чита и пише                  | 196      |
| 97  | Женско становништво старосног доби од 8 до 14 година које не може да чита и пише                 | 97       |
| 98  | Становништво од 15 година и више које је неписмено                                               | 3251     |
| 99  | Мушко становништво од 15 година и више које је неписмено                                         | 1545     |
| 100 | Женско становништво од 15 година и више које је неписмено                                        | 1706     |
| 101 | Становништво старо 15 и више година без школовања                                                | 3865     |
| 102 | Мушко становништво старо 15 и више година без школовања                                          | 1873     |
| 103 | Женско становништво старо 15 и више година без школовања                                         | 1992     |
| 104 | Становништво старосног доба 15 и више година са непотпуним основним образовањем                  | 9698     |
| 105 | Мушко становништво старосног доба од 15 година и више са непотпуном основним образовањем         | 4805     |
| 106 | Женско становништво старосног доба 15 и више година са непотпуном основним образовањем           | 4893     |
| 107 | Становништво старо 15 и више година са комплетним основним образовањем                           | 10972    |
| 108 | Мушко становништво старо 15 година и више са комплетним основним образовањем                     | 4946     |
| 109 | Женско становништво старо 15 и више година са комплетним основним образовањем                    | 6026     |
| 110 | Становништво старосног доба 15 и више година са непотпуним средњим образовањем                   | 2440     |
| 111 | Мушко становништво старосног доба од 15 година и више са непотпуним средњим образовањем          | 1280     |
| 112 | Женско становништво старосног доба од 15 година и више са непотпуним средњим образовањем         | 1160     |
| 113 | Становништво старо 15 и више година са пуним секундарном образовањем                             | 8277     |
| 114 | Мушко становништво старосног доба од 15 година и више са пуним секундарном образовањем           | 3926     |
| 115 | Женско становништво старосног доба од 15 година и више са пуним секундарном образовањем          | 4351     |
| 116 | Становништво старије од 18 година са постосновним образовањем                                    | 6717     |
| 117 | Мушко становништво старије од 18 година са постосновним образовањем                              | 3348     |
| 118 | Женско становништво старије од 18 година са постосновним образовањем                             | 3369     |
| 119 | Просечна оцена школовања                                                                         | 6.64     |
| 120 | Просечан ниво образовања мушке популације                                                        | 6.66     |
| 121 | Просечан ниво образовања женског становништва                                                    | 6.63     |
| 122 | Економски активно становништво                                                                   | 26879    |
| 123 | Економски активна мушка популација                                                               | 17958    |
| 124 | Економски активна женска популација                                                              | 8921     |
| 125 | Становништво које није економски активно                                                         | 19838    |
| 126 | Мушко становништво које није економски активно                                                   | 4446     |
| 127 | Женско становништво које није економски активно                                                  | 15392    |
| 128 | Запослено становништво                                                                           | 25668    |
| 129 | Запослено мушко становништво                                                                     | 16984    |
| 130 | Запослено женско становништво                                                                    | 8684     |
| 131 | Незапослена популација                                                                           | 1211     |
| 132 | Незапослена мушка популација                                                                     | 974      |
| 133 | Незапослена женска популација                                                                    | 237      |
| 134 | Становништво без права на здравствене услуге                                                     | 33578    |
| 135 | Становништво које има право на здравствене услуге                                                | 29814    |
| 136 | Становништво које има право на ИМСС                                                              | 11335    |
| 137 | Становништво које има право на социјално осигурање                                               | 1067     |
| 138 | Становништво које има право на државно социјално осигурање                                       | 59       |
| 139 | Становништво које има право на опште осигурање или здравствено осигурање за нову генерацију      | 15920    |
| 140 | Становништво које је било једном или није било у браку током 12 година и више                    | 17963    |
| 141 | Венчано или уједињено становништво од 12 година и више                                           | 25590    |
| 142 | Становништво које је било у браку или уједињено 12 година и више                                 | 3479     |
| 143 | Становништво са католичком религијом                                                             | 61194    |
| 144 | Протестанти, еванђелисти и библијски следбеници различити од еванђелиста                         | 1621     |
| 145 | Становништво са другим религијама различитим од претходних                                       | 29       |
| 146 | Становништво без религије                                                                        | 460      |
| 147 | Укупно пописаних домаћинства                                                                     | 15611    |
| 148 | Пописна домаћинства на челу са мушкарцима                                                        | 11998    |
| 149 | Пописна домаћинства на челу са женама                                                            | 3613     |
| 150 | Становништво у пописним домаћинствима                                                            | 63530    |
| 151 | Становништво у пописним домаћинствима на челу са мушкарцима                                      | 51092    |
| 152 | Становништво у пописним домаћинствима на челу са женама                                          | 12438    |
| 153 | Укупно домаћинстава                                                                              | 20496    |
| 154 | Укупно насељених домаћинстава                                                                    | 15642    |
| 155 | Укупно приватних кућа                                                                            | 20465    |
| 156 | Насељени приватни домови                                                                         | 15611    |
| 157 | Укупно насељених приватних кућа                                                                  | 15640    |
| 158 | Ненасељене приватне куће                                                                         | 3319     |
| 159 | Појединачна домаћинства за привремену употребу                                                   | 1535     |
| 160 | Становници у насељеним приватним кућама                                                          | 63530    |
| 161 | Насељеност станара у приватним становима                                                         | 4.07     |
| 162 | Просечно становника по соби у приватним насељеним домаћинствима                                  | 1.08     |
| 163 | Појединачна домаћинства са подовима од различитих материјала од земље                            | 15218    |
| 164 | Појединачна домаћинства у приземљу                                                               | 358      |
| 165 | Појединачна домаћинства са једном спаваћом собом                                                 | 5036     |
| 166 | Појединачна домаћинства са две спаваће собе и више                                               | 10545    |
| 167 | Појединачна домаћинства са једним собом                                                          | 518      |
| 168 | Појединачна домаћинства са две собе                                                              | 2187     |
| 169 | Појединачна домаћинства са 3 собе и више                                                         | 12869    |
| 170 | Појединачна домаћинства која имају електрично светло                                             | 15401    |
| 171 | Појединачна домаћинства која немају електрично светло                                            | 195      |
| 172 | Појединачна домаћинства која имају водоводну воду у стамбеном простору                           | 13695    |
| 173 | Појединачна домаћинства која немају водоводну воду у стамбеном простору                          | 1878     |
| 174 | Појединачна домаћинства која имају тоалет                                                        | 14766    |
| 175 | Појединачна домаћинства која имају канализацију                                                  | 14813    |
| 176 | Појединачна домаћинства која немају канализацију                                                 | 721      |
| 177 | Појединачна домаћинства која имају електрично светло, довод воде из јавне мреже и канализацију   | 13296    |
| 178 | Појединачна домаћинства без икаквих услова                                                       | 107      |
| 179 | Појединачна домаћинства која имају радио                                                         | 12906    |
| 180 | Појединачна домаћинства која имају телевизор                                                     | 15069    |
| 181 | Појединачна домаћинства која имају фрижидер                                                      | 14337    |
| 182 | Појединачна домаћинства која имају машину за веш                                                 | 12653    |
| 183 | Појединачна домаћинства која имају аутомобил или комби                                           | 9310     |
| 184 | Појединачна домаћинства која имају рачунар                                                       | 3072     |
| 185 | Појединачна домаћинства која имају фиксну телефонску линију                                      | 5640     |
| 186 | Појединачна домаћинства која имају мобилни телефон                                               | 11563    |
| 187 | Појединачна домаћинства која имају приступ интернету                                             | 1941     |